# Tabanus xanthos
Tabanus xanthos är en tvåvingeart som beskrevs av Wang 1982. Tabanus xanthos ingår i släktet Tabanus och familjen bromsar. Inga underarter finns listade i Catalogue of Life.